# Trains
《火车》（英文原名：Trains）是美国一铁路类杂志，读者多为铁道迷和铁路行业人士，内容主要为美国和加拿大的事，但内容也有其他国家和地区的事。该杂志出版方为卡姆巴赫媒體，出版方所在地为美国威斯康星州沃科夏。
《火车》杂志于1940年创刊，创办人为阿尔伯特·卡彭特·卡姆巴赫，当时的编辑部主任是林恩·威斯特科特（Linn Westcott）。阿尔伯特·卡彭特·卡姆巴赫同时是《火车》杂志的首任主编及《火车》杂志出版方卡姆巴赫媒體的创办人。在1951年10月至1954年3月间，该杂志名称曾一度改为《火车和旅行》（英文原名：Trains and Travel）。
原夏洛特觀察家報记者和编辑吉姆·瑞因（Jim Wrinn）曾于2004年至2022年去世期间担任《火车》杂志主编。 之后由卡尔·A·斯旺森（Carl A. Swanson）接替主编职务并担任至今。

## 历任主编
- 阿尔伯特·卡彭特·卡姆巴赫（英语：Al C. Kalmbach），1940年–1948年
- 威拉德·V·安德森（Willard V. Anderson），1948年–1953年
- 大卫·P·摩根（David P. Morgan），1953年–1987年
- J·大卫·英格尔斯（J. David Ingles），1987年–1992年
- 凯文·P·基夫（Kevin P. Keefe） ，1992年–2000年，2004年，2022年（代理）[5]
- 马克·威廉·亨普希尔（英语：Mark William Hemphill），2000年–2004年
- 吉姆·瑞因（Jim Wrinn） ，2004年–2022年
- 卡尔·A·斯旺森（Carl A. Swanson），2022年至今